# Podveža
Podveža este o localitate din comuna Luče, Slovenia, cu o populație de 158 de locuitori.